# Panaca
Panaca ist ein Dorf im Lincoln County im US-Bundesstaat Nevada. Das U.S. Census Bureau hat bei der Volkszählung 2020 eine Einwohnerzahl von 870 ermittelt.

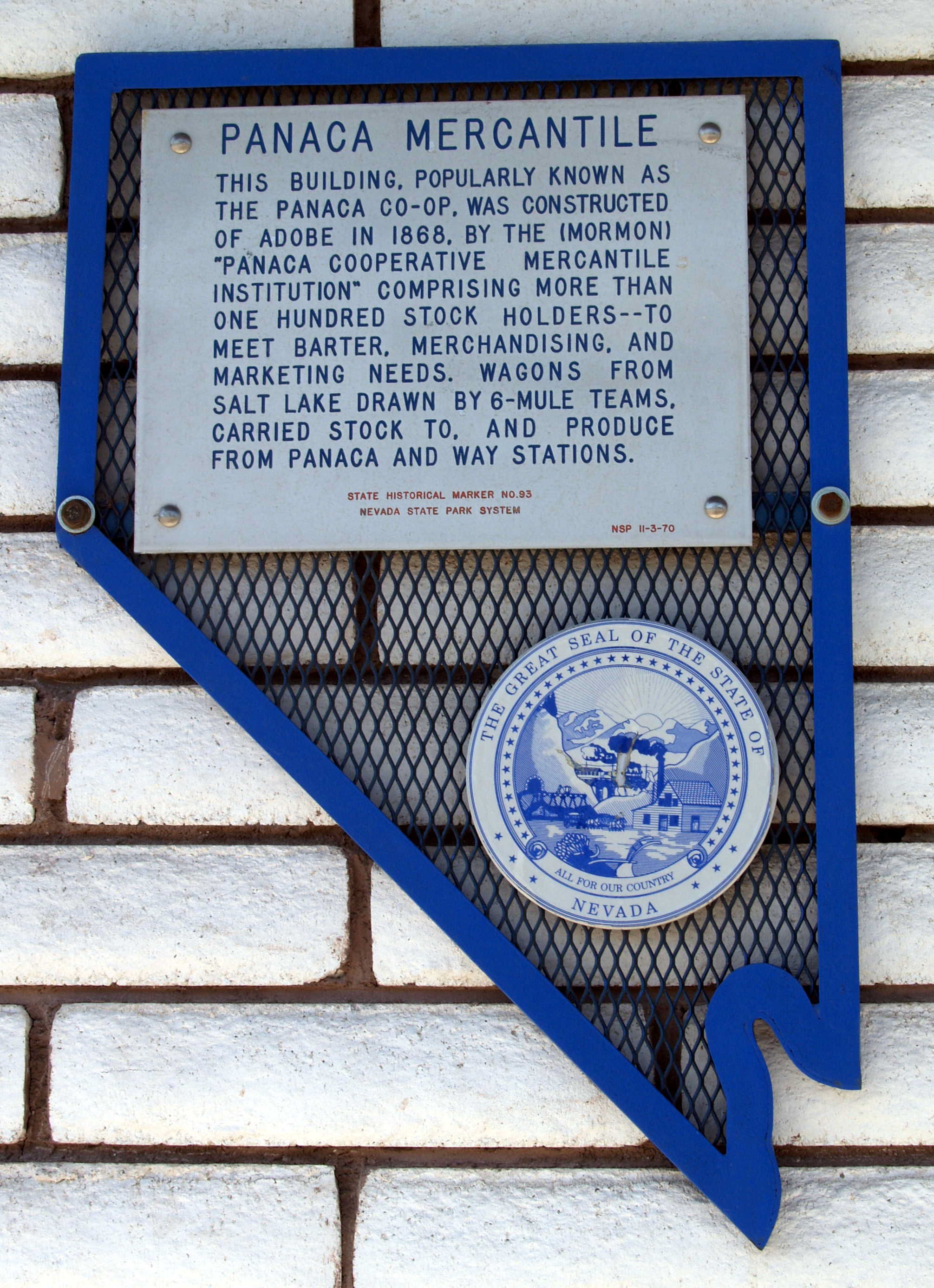
Hinweisschild auf die Wirtschaftsgeschichte an einem alten Warenhaus

Panaca wurde 1864 von Mormonen gegründet. Das Dorf gehörte früher zum Washington County im US-Bundesstaat Utah. Aber seit man die Grenze 1866 verschob, gehört Panaca zu Nevada.
Früher produzierte man in Panaca Holzkohle für das nahe gelegene Bullionville (jetzt eine Geisterstadt). Die Wirtschaft besteht hauptsächlich aus Landwirtschaft. Panaca und Boulder City sind die einzigen beiden Ortschaften in Nevada, in denen das Glücksspiel verboten ist. Zudem ist Panaca die einzige Dry Town in ganz Nevada, in der der Verkauf von Alkohol verboten ist.
Der Ort wird vom U.S. Highway 93 durchquert und ist Anfangspunkt der Nevada State Route 319 in Richtung Utah mit Fortsetzung in der Utah State Route 56 ab Modena.
3 km westlich von Panaca liegt der Lincoln County Airport, ein kleiner Flugplatz für die Allgemeine Luftfahrt mit rund 1000 Flugbewegungen im Jahr (Stand 2008).
Zu den Sehenswürdigkeiten zählt der Cathedral Gorge State Park 3 km nordwestlich am U.S. Highway 93.